# 普拉廷鎮區 (密蘇里州傑佛遜縣)
普拉廷鎮區（英語：Plattin Township）是位於美國密蘇里州傑佛遜縣的一個行政鎮區。

## 地方資料
普拉廷鎮區的面積為267.07平方千米，當中陸地面積為262.73平方千米，而水域面積為4.34平方千米。根據2020年美國人口普查的數據，當地共有人口11817人，而人口密度為每平方千米44.25人。